# (21518) Maysunhasan
(21518) Maysunhasan (1998 KO53) – planetoida z pasa głównego asteroid okrążająca Słońce w ciągu 4,18 lat w średniej odległości 2,59 j.a. Odkryta 23 maja 1998 roku.